# Sa Dingding

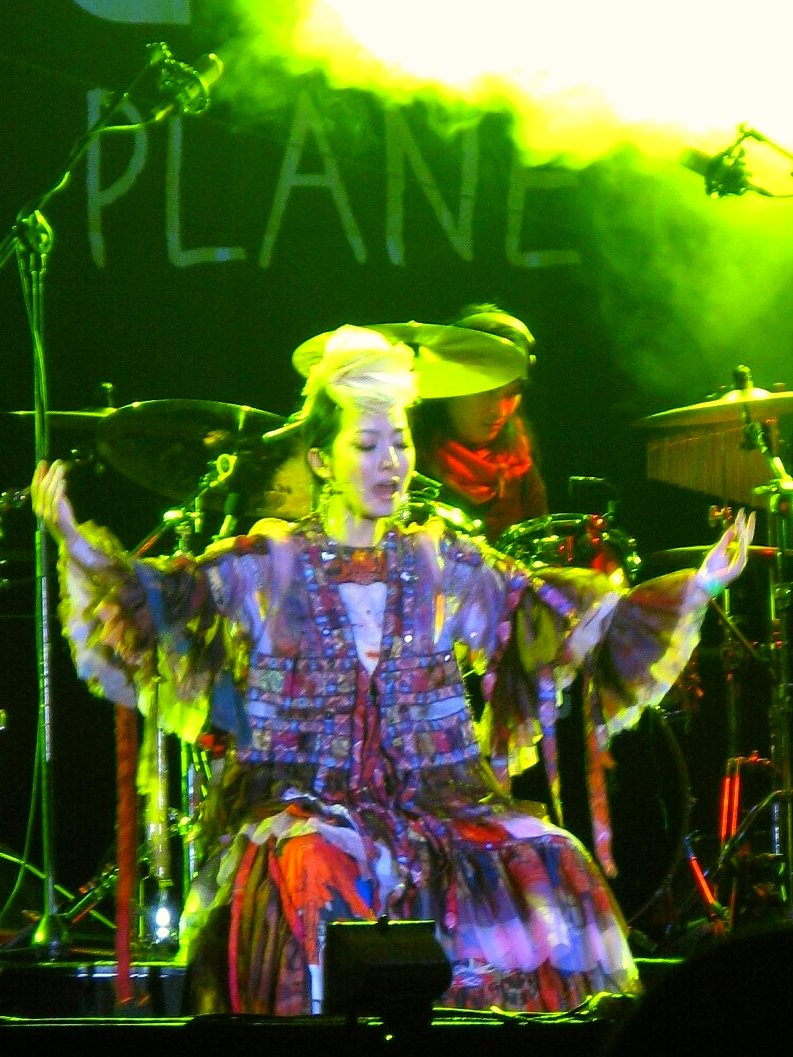
Sa Dingding

Sa Dingding (chinesisch 萨顶顶; * 23. Dezember 1983 in der inneren Mongolei) ist eine Sängerin und Komponistin aus China. Ihre ethnische Zugehörigkeit ist mongolisch.

## Leben
Sa Dingding kam schon früh mit der Musik in Berührung. Bis zu ihrem 6. Lebensjahr lebte sie unter Nomaden in der mongolischen Grassteppe. Dort wurde sie unter anderem von der Musik der Pferdekopfgeige und der Guzheng beeinflusst.
2006 wurde in Peking eines ihrer Demotapes von chinesischen Trend-Scouts entdeckt. Sa Dingding bekam daraufhin einen Plattenvertrag und die Lieder ihres Demotapes wurden noch einmal neu aufgenommen. 2007 erschien ihr erstes Album Alive, das sich über 2 Millionen Mal im asiatischen Raum verkaufte. Dort hat sie den Status eines Stars, selbst Romane mit ihr als Hauptfigur wurden von dem Autor Cai Jun veröffentlicht. Schon bald drang ihre Musik nach Europa vor und wurde beispielsweise von Paul Oakenfold und Full Phatt neu abgemischt.
Sie veröffentlichte 2010 ihr zweites Album Harmony. Ihr drittes Album The Coming Ones wurde 2012 zunächst nur in China veröffentlicht, bevor es 2013 neu produziert von Ross Cullum weltweit digital und in Australien als CD erschien. 2014 wurde zunächst nur in China das Album Wonderland veröffentlicht, das neben 9 Remixen des chinesischen Produzenten Conrank und einem Titel des internationalen Version von The Coming Ones auch eine chinesisch gesungene Fassung eines Songs von Goldfrapp enthält.
Sa Dingding singt auf Mandarin, Mongolisch, Sanskrit und Tibetisch.

## Diskografie
- 2007: Alive
- 2010: Harmony
- 2012: The Coming Ones
- 2013: The Coming Ones (Internationale Version)
- 2014: Wonderland (Remix-Album)
- 2015: The Butterfly Dream